# محمد حسن ضياء الدين
السيد محمد حسن مرتضى ضياء الدين (1889 – 2 كانون الثاني 1953 م)، والمعروف أيضًا باسم آغا حسن الكلدار ، كان أحد النبلاء العراقيين الذي شغل منصب الوصي العشرين على العتبة العباسية من عام 1938 حتى عام 1953 م.

## الحياة المبكرة
وُلِد ضياء الدين عام 1889 لأبيه مرتضى ضياء الدين. كان والده وجده وجده الأكبر من السادن (الأوصياء) للعتبة العباسية قبله. ينحدر من عائلة آل فائز النبيلة، وكان جده ضياء الدين الفيضيّ نقيبًا للأشراف على كربلاء عام 1622 م.

## الوصاية
أصبح ضياء الدين السادن لمرقد العباس بعد وفاة والده في أيار 1938 م.
في عام 1926 م، كلفت الحكومة العراقية عشرة شخصيات مرموقة من كل مدينة عراقية بتوقيع بروتوكول يعتبر الموصل جزءًا من العراق وليس تركيا، كجزء من قضية الموصل. وكان والد ضياء الدين أحد الشخصيات والموقعين الممثلين لكربلاء. إلا أن والده مرض، فقام ضياء الدين بالتوقيع نيابة عنه كابنه الأكبر.
في عام 1932 م، أنشأ والد ضياء الدين أول مصدر للمياه في كربلاء في بستانهم الشهير دهوي، وبعد وفاته، تولى ضياء الدين السيطرة عليها، وقام بتحسينه بشكل كبير من خلال توفير مضخات جديدة، وأنظمة الصرف الصحي.
في 17 تموز 1930 م، بدأ عداء كبير بين مواكب الكاظمية ومواكب النجف، مما أدى إلى عداء أكبر بين النجف وكربلاء، حيث مُنعَت مواكب النجف من دخول كربلاء خلال مواسم الأربعين. ومما زاد من تفاقم هذا العداء المستمر حقيقة أن النجفيين توقعوا أن تقف كربلاء إلى جانبهم وقت عداءهم مع المواكب الكاظمية، نظرًا لأنها كانت جزءًا من كربلاء في ذلك الوقت، إلا أن كربلاء لم تنضم واختارت موقفًا محايدًا. استمر هذا الأمر المحزن لأكثر من عقد من الزمان، حتى تولى ضياء الدين على عاتقه إنهاء هذا العداء، ودعا كلا المواكب إلى حديقته الشهيرة البقجة، لحضور وليمة كبيرة، وشكل معاهدة سلام بينهما. ومنذ ذلك اليوم، عادَت مواكب النجف إلى كربلاء، وعادت العلاقات.
في عام 1948 م، زار وفد من الموصل كربلاء، بعد زيارته النجف لتعزية الشاعر الشهير محمد مهدي الجواهري في وفاة أخيه الذي قُتل في انتفاضة الوثبة. وقد استُضيف الوفد في حديقة ضياء الدين الشهيرة.
في انتفاضة شباط 1952 م، حرّضت اتفاقية النفط أحزاب المعارضة على إشعال الاحتجاجات في جميع أنحاء البلاد، وهكذا انطلقت مسيرة في كربلاء، وتصاعد الوضع بسرعة. تحولت الاشتباكات بين الشعب والجيش إلى عنف، ولذلك تسلق الجيش، بأوامر من محافظ كربلاء، مكي الجميل، أسوار المراقد لفرض سيطرته على المدينة. لم يلق هذا استحسانًا لدى ضياء الدين، لذلك أمر الشرطة والجيش بالنزول فورًا من الأسوار، لأن ذلك لن يؤدي إلا إلى تفاقم الوضع. ازدادت التوترات بين ضياء الدين والجميل، إلا أن الجميل أمر القوات بالنزول من الأسوار. بقيت القوات في الشوارع، وبعد ذلك بوقت قصير، أُخمدَت الاحتجاجات. وقد أدى هذا اللقاء إلى توتر العلاقة بين ضياء الدين والجميل، مما دفع ضياء الدين إلى الاتصال شخصيًا برئيس الوزراء نوري السعيد لإخباره بأن أحدهما سيضطر إلى مغادرة كربلاء، فرد السعيد: "ستبقى أنت، وسيغادر مكي الجميل كربلاء اليوم!". ونُقل الجميل يوم الثلاثاء 18 أغسطس/آب 1952 م.

## الحياة الشخصية
تزوج ضياء الدين من ابنة تاجر ثري من الكاظمية، والمعروف باسم مهدي كاظم الأسترابادي. قُتلت شقيقة زوجته مع نوري السعيد (الذي كان مختبئًا في منزلهم) أثناء محاولة الفرار من بغداد أثناء ثورة 14 تموز.
وكان له خمسة أبناء، وكان ابنه بدر الدين (بدري) هو الذي خلفه في ولاية العتبة العباسية.

## الوفاة
مَرِض ضياء الدين في الربع الأول من عام 1952، وتُوفي في 2 كانون الثاني 1953 م. ودُفن في مقبرة ضياء الدين في العتبة العباسية.

## طالع أيضًا
- حسن حمود آل نصر الله
- مرقد العباس
- المعاهدة الأنجلو عراقية
- عائلة الفايز